# Ella Joyce
Ella Joyce (Chicago, 12 de junio de 1954) es una actriz estadounidense, reconocida por su papel de Eleanor Emerson en la serie de televisión de FOX Roc, originalmente emitida entre 1991 y 1994. Estudió artes dramáticas en la Universidad de Míchigan, debutando en el teatro poco tiempo después y haciendo parte de obras como Fences, Medea and the Doll y Steppin' Into Tomorrow. También hizo parte del elenco regular de la comedia de televisión My Wife and Kids.
Joyce se desempeña como consultora paralelamente a su carrera como actriz, trabajando con reconocidos artistas como Toni Braxton. Ha escrito un libro titulado Kink Phobia, Journey Through a Black Woman's Hair.